# Alberthiene Endah
Alberthiene Endah Kusumawardhani Hilaul-Sutoyo, née le 16 septembre 1970, plus connue sous le nom d'Alberthiene Endah, est une biographe, romancière et journaliste indonésienne. Elle est connue pour ses biographies approfondies de célébrités indonésiennes, telles que Chrisye et Krisdayanti. Elle a été qualifiée de biographe la plus recherchée en Indonésie. 

## Biographie
Alberthiene Endah naît à Bandung, dans l' ouest de Java, mais elle grandit à Depok. Elle s'intéresse très jeune à l'écriture et a décide de devenir journaliste quand elle est au collège. Après avoir obtenu son diplôme du lycée, elle se spécialise en littérature néerlandaise à Universitas Indonésie. 
Alberthiene Endah intègre son premier emploi en travaillant pour le magazine Hidup en 1993.  En 1996, elle passe au magazine féminin Femina. Tout en travaillant à Femina, Alberthiene Endah interviewe de nombreuses personnalités, parmi lesquelles Jennifer Lopez, Xanana Gusmão ainsi que Krisdayanti, qui lui demande d'écrire sa biographie. Cette biographie est publiée en 2003 sous le titre Seribu Satu KD. 
En 2004, Alberthiene Endah démissionne de son poste chez Femina pour se consacrer à sa carrière d'écrivain indépendant et diriger le comité de rédaction du magazine Prodo. Pendant ce temps, elle est approchée par plusieurs personnalités publiques et invitée à rédiger leur biographie. 
Elle publie également son premier roman, Don't Give Me Drugs (en indonésien : Jangan Beri Aku Narkoba), en 2004. Don't Give Me Drugs reçoit un prix de l'Agence nationale indonésienne des stupéfiants pour son « effort de lutte contre la drogue » et la première place aux Adikarya Awards 2005. En 2005, Don't Give Me Drugs est adapté en film sous le titre The Last Second (en indonésien : Detik Terakhir). 
De mai à novembre 2006, Endah travaille à la biographie du musicien Chrisye pendant qu'il lutte contre le cancer du poumon. Elle l'a appelé son travail « le plus spécial » et la volonté de Chrisye d'être interviewé « comme un miracle ».
En 2010, elle annonce qu'elle travaille sur une biographie de l'actrice Luna Maya. Alberthiene Endah déclare qu'elle prévoit d'écrire une biographie complète, pas seulement sur le récent scandale de cette star.

## Vie privée
Alberthiene Endah est mariée au photographe indonésien Dio Hilaul.
Lors de la rédaction de biographies, Alberthiene Endah participe aux activités quotidiennes des sujets. Elle appelle l'écriture de biographies « comme la datation [du sujet] », en raison de la nécessité de s'impliquer dans leurs activités. Elle accompagne ainsi des personnalités en tournée, lors de séances de montage vidéo ou lors de leur lutte contre la maladie.

## Œuvres
Ses œuvres comportent : 
| An   | Titre                                                                  | Titre traduit                                                | Remarques           |
| ---- | ---------------------------------------------------------------------- | ------------------------------------------------------------ | ------------------- |
| 2003 | Seribu Satu KD                                                         | Mille et un KD                                               | Première biographie |
| 2004 | Panggung Hidup Raam Punjabi                                            | La vie de Raam Punjabi sur scène                             |                     |
| 2004 | Dwi Ria Latifa: Berpolitik dengan Nurani                               | Politique avec une conscience                                |                     |
| 2006 | Venna Melinda Guide to Good Living: Bugar dan Cantik ala Venna Melinda | Fit et beau à la Venna Melinda Way                           |                     |
| 2007 | Anne Avantie: Aku, Anugerah et Kebaya                                  | Moi, le cadeau et Kebaya                                     |                     |
| 2007 | Chrisye: Sebuah Memoar Musikal                                         | Un mémoire musical                                           |                     |
| 2008 | Titiek Puspa: une diva légendaire                                      | Titiek Puspa: une diva légendaire                            | Sur Titiek Puspa    |
| 2009 | Catatan Hati Krisdayanti - Ma vie, mon secret                          | Mémoires de Krisdayanti - Ma vie, mon secret                 |                     |
| 2010 | Memoar Romantika Probosutedjo : Saya dan Mas Harto                     | Mémoire romantique de Probosutedjo : Moi et mon frère, Harto |                     |
| 2011 | Joyeux Riana - Mimpi Sejuta Dolar                                      | Joyeux Riana - Un rêve d'un million de dollars               |                     |
| 2012 | Joko Widodo - Menyentuh Jakarta                                        | Joko Widodo - Toucher Jakarta                                |                     |

| An   | Titre                   | Titre traduit                  | Remarques     |
| ---- | ----------------------- | ------------------------------ | ------------- |
| 2004 | Jangan Beri Aku Narkoba | Ne me donnez pas de drogues    | Premier roman |
| 2004 | Cewek Matre             | La fille matérielle            |               |
| 2004 | Jodoh Monika            | Partenaire de Monika           |               |
| 2005 | Dicintai Jo             | Adoré par Jo                   |               |
| 2008 | Selebriti               | Célébrité                      |               |
| 2009 | Ojek Cantik             | Le beau chauffeur de taxi moto |               |
| 2009 | Nyonya Jetset           | Miss Jetset                    |               |